# NGC 5469
NGC 5469 (другие обозначения — ZWG 74.136, NPM1G +08.354, PGC 50740) — линзообразная галактика (S0) в созвездии Волопас.
Этот объект входит в число перечисленных в оригинальной редакции «Нового общего каталога».